# Patrick Eluke
Patrick Eluke (ur. 25 marca 1967 w Ekpeye) – nigeryjski duchowny katolicki, biskup pomocniczy Port Harcourt od 2019.

## Życiorys

### Prezbiterat
Święcenia kapłańskie otrzymał 23 września 1995 i został inkardynowany do diecezji Port Harcourt. Pracował głównie jako duszpasterz parafialny, był także m.in. duszpasterzem akademickim i wykładowcą uniwersytetu w Port Harcourt, a także dyrektorem wydziału kurialnego ds. duszpasterstwa powołań.

### Episkopat
12 lutego 2019 papież Franciszek mianował go biskupem pomocniczym diecezji Port Harcourt, ze stolicą tytularną Photice. Sakry udzielił mu 9 maja 2019 nuncjusz apostolski w Nigerii – arcybiskup Antonio Filipazzi.